# توپلی دو (سوردولیتسا)
توپلی دو (به صربی: Topli Do) یک منطقهٔ مسکونی در صربستان است که در سوردولیکا واقع شده‌است. توپلی دو ۵۳ نفر جمعیت دارد.